# Alexej Vasiljevič Hanzen
Alexej Vasiljevič Hanzen, rusky Алексей Васильевич Ганзен (2. února 1876, Oděsa, Ruské imperium – 19. října 1937, Dubrovník, Jugoslávie, dnes Chorvatsko) byl ruský malíř; námětem převážné většiny jeho obrazů je moře.
Byl vnukem a žákem malíře Ivana Konstantinoviče Ajvazovského (synem jeho druhé dcery Marie). Vystudoval právnickou fakultu Carské Novorossijské univerzity v Oděse. Později studoval Akademii výtvarných umění v Berlíně a Drážďanech u K. Salzmanna, P. Meyergeyma a v Paříži u Roberta-Fleury, E. a J. Lefebvre. Stal se řádným členem Akademie krásných umění v Petrohradě.
Byl dvorním malířem cara Nikolaje II., jehož doprovázel na cestách na jachtě Standart po Severním moři a Baltu. Ze získaných obrazů ruských a evropských umělců otevřel jeho galerii v Oděse (1910–1917). V roce 1920 emigroval z Ruska a až do své smrti žil ve vlastní vile v Dubrovníku. Jeho manželka byla Olympijada Vladimírovna Vasiljeva. Pohřben byl na tamním ortodoxním hřbitově.

## Galerie

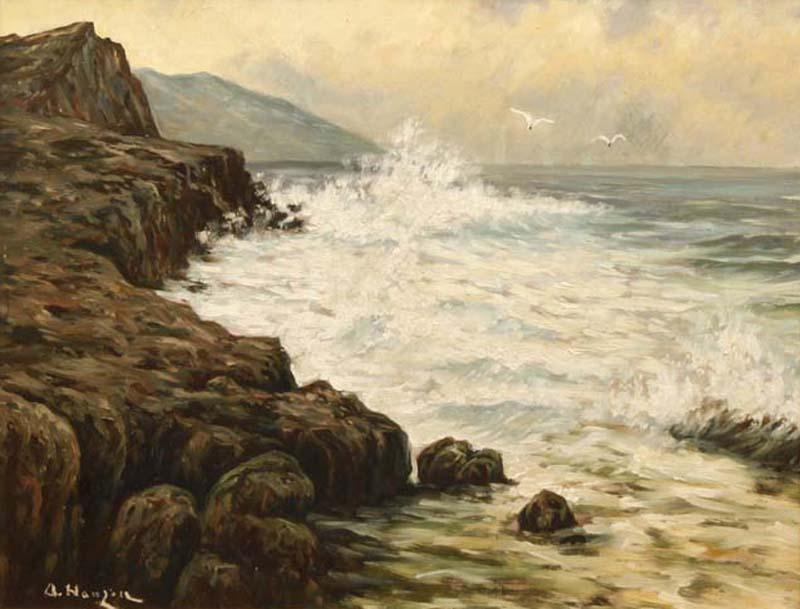
Mořské pobřeží
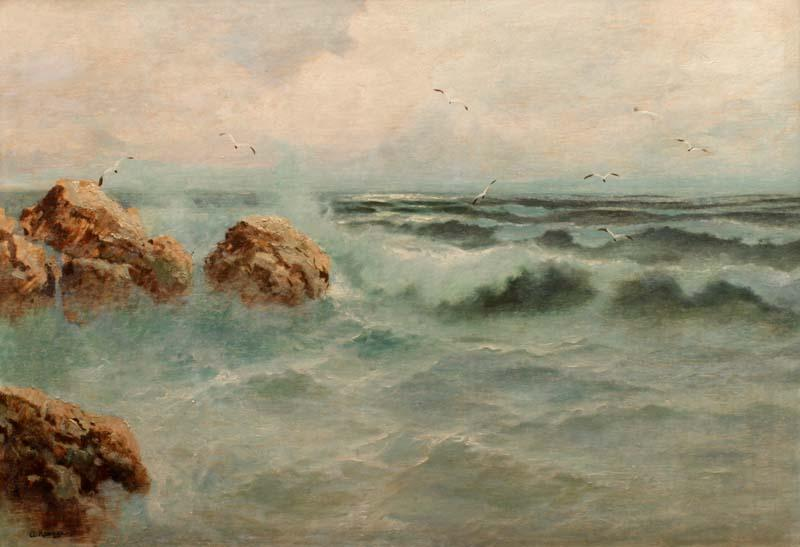
Moře